# Diecezja Saint-Dié
Diecezja Saint-Dié – diecezja Kościoła rzymskokatolickiego we wschodniej Francji, w metropolii Besançon. Powstała w 1777 roku. W 1801 została zlikwidowana, lecz już w 1822 przywrócono ją. Jej granice odpowiadają świeckiemu departamentowi Wogezy. Nazwa diecezji nie pochodzi od miejscowości, jak w niemal wszystkich diecezjach we Francji, lecz od imienia patrona, którym jest św. Dié (znany też jako św. Deodat lub św. Didier), biskup z VII wieku. Siedzibą kurii biskupiej jest Épinal, natomiast katedra diecezjalna znajduje się w Saint-Dié-des-Vosges.